# Demócratas Europeos (Georgia)
Demócratas Europeos (en georgiano: ევროპელი დემოკრატები) es un partido político de Georgia fundado en 2005 por Paata Davitaia (exministro de Justicia de la República Autónoma de Abjasia) y un grupo de desplazados internos de Abjasia.

## Historia
Ha sido miembro de la alianza Oposición Unida que organizó manifestaciones antigubernamentales masivas en noviembre de 2007 y se postuló con una candidatura conjunta en las elecciones parlamentarias de mayo de 2008.
Hasta septiembre de 2011 se conocía como Por nuestra cuenta (en georgiano: ჩვენ თვითონ, romanizado: chven tviton), que sigue siendo el lema del partido.
Desde 2018, el partido es miembro de la coalición La Fuerza está en la Unidad, liderada por el Movimiento Nacional Unido.
Tras las protestas en Georgia de 2023 contra la ley de agentes extranjeros, la presidenta del país Salomé Zurabishvili promovió la Carta de Georgia, un plan para la próxima legislatura en con el objetivo de satisfacer las demandas de los manifestantes y acercar al país a la Unión Europea. Demócratas Europeos, junto con otros partidos de la oposición al gobierno de Sueño Georgiano se adhirieron al estatuto el 4 de junio de 2024.

## Ideología
El partido se centra principalmente en el conflicto de Abjasia y se dirige a las personas desplazadas por el mismo. Pata Davitaia cree que añadir el nombre de Alania a la Osetia del Sur ocupada es un intento de unirla con Osetia del Norte.El partido se opuso al traspaso de la dacha de Pitsunda a la Federación Rusa por ser "un paso más en la anexión".

## Resultados electorales

### Elecciones parlamentarias
| Elección | Votos   | %     | Representantes | +/– | Posición | Coalición                   | Candidato |
| -------- | ------- | ----- | -------------- | --- | -------- | --------------------------- | --------- |
| 2020     | 523.127 | 27,18 | 0/150          |     | 2.º      | La fuerza está en la unidad |           |

### Elecciones presidenciales
| Elección | Votos | %    | Candidato          | +/–    | Posición |
| -------- | ----- | ---- | ------------------ | ------ | -------- |
| 2013     | 3.718 | 0,23 | Zurab Jaratishvili | 3,61 % | 7.º      |